# 伊藤竹男
伊藤 竹男（いとう たけお、1933年1月9日 - ）は、国営競馬、日本中央競馬会の騎手ならびに調教師であった人物。
1951年に国営競馬（後の日本中央競馬会）でデビュー。キタノオー、ダイゴホマレ、ガーネット、ニットエイトなどに騎乗して八大競走8勝、通算では471勝を挙げた。特に追い込みを身上とした勝負強い騎手として知られた。1972年より調教師として厩舎開業し、1998年8月に引退。日本中央競馬会調教師の伊藤伸一は長男。1958年初頭までは「勝尾（かつお）」姓であった。

## 経歴

### 生い立ち
1933年、北海道札幌市に生まれる。両親は市内で「入枡」という天ぷら店を経営しており、常連であった騎手兼調教師の上村大治郎に数頭の競走馬を預けてもいた。竹男は小学3年生のころから古平町で網元を務める親族に預けられ漁の手伝いをしていたが、騎手に憧れて魚を騎乗料替わりに馬車屋へ入り浸り、馬に乗って遊んでいた。高等小学校卒業後の1945年、両親に騎手を志望していることを伝え、上村大治郎のもとに騎手見習いとして入門した。なお、井上康文著『騎手・調教師名鑑』では1948年から上村の異母弟・久保田金造厩舎へ移ったとされているが、日本中央競馬会の記録上は久保田厩舎へ直接入門したとされており、騎手・調教師の系統譜上でも久保田門下とされている。

### 騎手時代
1951年、久保田金造厩舎所属で騎手デビュー。しばらくは騎乗馬に恵まれず成績は芳しくなかったが、1955年6月にキタノイヅミで中山大障害（春）を制して重賞初勝利を挙げると、さらに同年、久保田厩舎に入ったキタノオーと出会う。伊藤が乗った初めての「超一級」であった同馬は、最優秀3歳牡馬に選出されたのち、翌1956年のクラシック三冠路線で中心馬となり、皐月賞と東京優駿（日本ダービー）はそれぞれ2着と敗れたが、最終戦の菊花賞に優勝、竹男に初の八大競走をもたらした。さらに翌1957年には天皇賞（春）にも優勝した。
この頃、竹男は蛯名武五郎を目標と定めて、その騎乗の秘訣を聞きだそうと蛯名の身辺で小間使いのように働きながら、親交を深めていった。そして1958年の日本ダービーにおいてダイゴホマレに騎乗した竹男は、蛯名騎乗のカツラシュウホウと激しく競り合った末、鼻差先着して勝利。ダービージョッキーの称号を得た。このとき竹男は蛯名が以前語った「最後の正念場では、叩いて駄目なら押せ、押して駄目なら叩け」という言葉を思いだし、カツラシュウホウが並んできた時点で鞭で叩くのを止めて首を押す動作に切り替えた。後日蛯名は「あのとき、竹男が叩き続けていたら、わしの方が勝っていただろう」と語ったという。
ダービー優勝の年に結婚、請われて婿養子となり伊藤姓となる。翌1959年には牝馬ガーネットに騎乗して天皇賞（秋）と有馬記念を制覇。1960年にはキタノオーの弟・キタノオーザで菊花賞兄弟制覇を達成。1963年にはその姪・アイテイオーで優駿牝馬（オークス）を制した。また、1964年のクラシック戦線ではウメノチカラに騎乗しシンザンに挑んだが、皐月賞3着、日本ダービー2着、菊花賞2着と敗れ、同馬の史上2頭目の三冠達成を許した。ただし竹男は初対戦の時点でシンザンには敵わないとみており、「栗田は知らないけれど、シンザンはぼくとウメノチカラを笑止千万だと思っていたのではないか」と述懐している。
1964年には自己最高の71勝を挙げて円熟期に達していたが、年末、落馬事故に遭い頭部を強打。一命は取り留めたが、以後は医師から無理な減量を控えるよう指示され、騎乗数が減少する。1967年にはニットエイトで菊花賞3勝目を挙げたが、翌1968年には21鞍にしか騎乗せず、1969年に一度も騎乗しないまま36歳で騎手を引退した。通算3071戦471勝、うち八大競走で8勝を挙げた。同時代を過ごした野平祐二は竹男を「昭和30年代に現れた天才騎手」と評し、後輩の郷原洋行は「最後の勝負師といった趣きがあった。傍にいるだけで身体が震えるぐらい恐ろしい存在だった」と述べている。

### 調教師時代
1970年3月に調教師免許を取得し、1972年3月より中山競馬場・白井分場で厩舎を開業した。厩舎が美浦トレーニングセンターに移って翌年の1979年、管理馬リキアイオーが東京4歳ステークスを制し、調教師としての重賞初勝利を挙げた。同馬は以後弥生賞、スプリングステークスと連勝してクラシック戦線の中心と目されたが、1番人気に推された皐月賞では4着、日本ダービーでは8着と敗れ、クラシック制覇はならなかった。また、1981年にはその弟・キタノリキオーで3重賞を制した。
その後は重賞勝利はなく、1984年には年間で2勝と低迷。しかし長男・伸一が調教助手となると盛り返し、1992年には自己最高の19勝を挙げた。同年4勝を挙げ、オープンクラスまで昇ったシャンソニエールが最後の活躍馬となり、定年まで5年を残した1998年、伸一が調教師免許を取得したのを機に、8月20日をもって厩舎を譲り調教師を引退した。通算3241戦238勝、うち重賞6勝。

## 戦績

### 騎手時代
| 開催 | 1着 | 2着 | 3着 | 出走数 | 勝率 | 連対率 |
| ---- | --- | --- | --- | ------ | ---- | ------ |
| 平地 | 450 | 402 | 429 | 2976   | .151 | .286   |
| 障害 | 21  | 18  | 18  | 95     | .221 | .411   |
| 計   | 471 | 420 | 447 | 3071   | .153 | .290   |

#### 主な騎乗馬
※括弧内は騎乗時の優勝競走。
八大競走優勝馬
- キタノオー（1956年菊花賞 1957年天皇賞・春など重賞7勝）
- ダイゴホマレ（1958年東京優駿など重賞3勝）
- ガーネット（1959年天皇賞・秋、有馬記念）
- キタノオーザ（1960年菊花賞など重賞2勝）
- アイテイオー（1963年優駿牝馬）
- ニットエイト（1967年菊花賞）

その他重賞競走優勝馬
- キタノイヅミ（1957年中山大障害・春）
- キタノヒカリ（1956年朝日杯3歳ステークス）
- マサタカラ（1958年ダイヤモンドステークス）
- コマツヒカリ（1960年東京杯）
- カネツセーキ（1961年朝日杯3歳ステークス 1962年スプリングステークス 1963年日刊スポーツ賞金杯）
- クサナギ（1962年中京記念）
- グランドタイム（1962年ダイヤモンドステークス）
- ミストヨペット（1963年クイーンステークス）
- ウメノチカラ（1964年NHK杯、セントライト記念 1965年毎日王冠）
- ハヤトオー（1964年京王杯オータムハンデキャップ）
- トサイサミ（1965年アルゼンチンジョッキークラブカップ）
- ヤマブンエース（1966年アラブ王冠・秋）
- ヒガシソネラオー（1967年日刊スポーツ賞金杯）
- キクノフドウ（1967年サンケイスポーツ賞4歳牝馬特別）

### 調教師時代
| 開催 | 通算成績 | 1着 | 2着 | 3着 | 出走数 | 勝率 | 連対率 |
| ---- | -------- | --- | --- | --- | ------ | ---- | ------ |
| 中央 | 平地     | 233 | 235 | 255 | 3122   | .075 | .150   |
| 中央 | 障害     | 2   | 7   | 7   | 91     | .022 | .099   |
| 中央 | 計       | 235 | 242 | 262 | 3213   | .073 | .148   |
| 地方 | 平地     | 3   | 3   | 2   | 32     | .094 | .188   |
|      | 総計     | 238 | 245 | 264 | 3245   | .073 | .149   |

#### 主な管理馬
※括弧内は管理下での優勝競走。
重賞競走優勝馬
- リキアイオー（1979年東京4歳ステークス、弥生賞、スプリングステークス）
- キタノリキオー（1981年目黒記念・春、中山記念、札幌記念）